# Anomali
Anomali Inc. is een Amerikaans cybersecuritybedrijf dat producten voor bedreigingsinformatie ontwikkelt en levert. In 2023 waagde het bedrijf zich aan het leveren van beveiligingsanalyses, mogelijk gemaakt door kunstmatige intelligentie (AI).

## Geschiedenis
Anomali werd in 2013 opgericht onder de naam ThreatStream, door Greg Martin en Colby DeRodeff. Destijds boden de producten van het bedrijf filter- en aanpassingsopties om bedrijven inzicht te geven in indicatoren van compromis (IOC's). In 2013 lanceerde het bedrijf de eerste versie van ThreatStream, een platform voor bedreigingsinformatie (TIP) dat gebruikmaakt van verschillende bronnen om bekende bedreigingen te volgen en beveiligingsinbreuken te monitoren en detecteren.
In 2016 werd het bedrijf omgedoopt tot Anomali en werden nieuwe producten en een nieuwe aanpak voor threat intelligence geïntroduceerd. Dit omvatte het aanbieden van SaaS- en on-premise-platformen waarmee klanten hun logs konden uploaden. Het lanceerde zijn tweede product, Anomali, dat later Anomali Match werd, een service voor het detecteren van bedreigingen in ondernemingen die gegevens afstemde op bedreigingsinformatie van bestaande IOC's.

## Producten en diensten
- ThreatStream - een platform voor bedreigingsinformatie dat de detectie, het onderzoek en de reactie op bedreigingen automatiseert; verzamelt informatie uit verschillende bronnen.[10][11]
- Match - een platform voor het detecteren van inbreuken dat externe dreigingsinformatie koppelt aan interne gebeurtenissen.[12]
- Lens - een op een webbrowser gebaseerde plug-in die gebruikmaakt van natuurlijke taalverwerking (NLP) om gestructureerde en ongestructureerde internetinhoud te scannen om de identificatie van tegenstanders, malware en cyberdreigingen die aanwezig zijn in het netwerk van de gebruiker, die het netwerk van de gebruiker actief aanvallen of die nieuw zijn ontdekt, te automatiseren.[12]
- Anomali Preferred Partner (APP) Store - bedrijven kunnen APP gebruiken om extra informatie aan te schaffen; de winkel is tot stand gekomen door samenwerking met kanaalwederverkopers, Managed Security Services Providers (MSSP's), systeemintegrators en aanbieders van Commercial Threat Intelligence Feed.[13]
- Cloud-Native XDR - helpt bedrijven hun bestaande beveiligingstelemetrie-infrastructuur te monitoren en verbeteren.[14]